# WCW Power Hour
Ó WCW Power Hour foi o programa original exibido às sextas-feiras pela World Championship Wrestling em parceria com a TBS. Teve seu início como um programa que mostrava apenas os melohres momentos de cada luta, sendo exibido às 10:20pm, com duração de 10min. Teve 301 episódios e terminou em 12 de março de 1994.